# Barausgleich
Mit Barausgleich (englisch cash settlement) wird im Finanzwesen bei Derivaten die Zahlung von Geld anstelle vom vereinbarten Basiswert verstanden.

## Allgemeines
Gegensatz zum Barausgleich ist die Ausübung durch Andienung (englisch delivery) oder die Abnahme des Basiswerts (englisch physical settlement).  
Einen Barausgleich gibt es beispielsweise bei Optionsscheinen. Anstelle der Lieferung der Effekten, auf denen der Optionsschein basiert, erfolgt nur ein Ausgleich zwischen dem am Finanzmarkt festgestellten Börsenkurs und dem im Optionsschein festgelegten Ausübungspreis (englisch strike price). Dabei ist das im Optionsschein festgelegte Bezugsverhältnis zu beachten. Der Barausgleich besteht in der Barauszahlung der Differenz zwischen Basispreis und dem aktuellen Marktwert des Basiswerts.
Bei nicht am Finanzmarkt gehandelten Waren erweist sich die Feststellung eines von allen Seiten akzeptierten „Kurses“ als nicht objektiv lösbares Bewertungsproblem, weshalb ein Barausgleich gar nicht oder nur durch anschließende Verhandlungen möglich ist.